# Episodi di Suits (prima stagione)
La prima stagione della serie televisiva Suits, composta da 12 episodi, è stata trasmessa in prima visione assoluta negli Stati Uniti d'America dal canale via cavo USA Network dal 23 giugno all'8 settembre 2011.
In Italia la stagione è stata trasmessa in prima visione pay da Joi, canale della piattaforma a pagamento Mediaset Premium, dal 10 marzo al 26 maggio 2012. Nella data dell'esordio, Mediaset Premium ha reso disponibile anche free to air su Premium Anteprima il primo episodio; l'intera stagione è stata poi trasmessa in chiaro da Italia 1 dal 10 luglio 2013.
| nº | Titolo originale     | Titolo italiano        | Prima TV USA      | Prima TV Italia |
| -- | -------------------- | ---------------------- | ----------------- | --------------- |
| 1  | Pilot                | Avvocato per caso      | 23 giugno 2011    | 10 marzo 2012   |
| 1  | Pilot                | All'ultimo secondo     | 23 giugno 2011    | 10 marzo 2012   |
| 2  | Errors and Omissions | Errori ed omissioni    | 30 giugno 2011    | 17 marzo 2012   |
| 3  | Inside Track         | Corsia interna         | 7 luglio 2011     | 24 marzo 2012   |
| 4  | Dirty Little Secrets | Loschi piccoli segreti | 14 luglio 2011    | 31 marzo 2012   |
| 5  | Bail Out             | Libertà su cauzione    | 21 luglio 2011    | 7 aprile 2012   |
| 6  | Tricks of the Trade  | I trucchi del mestiere | 28 luglio 2011    | 14 aprile 2012  |
| 7  | Play The Man         | Concentrati sull'uomo  | 4 agosto 2011     | 21 aprile 2012  |
| 8  | Identity Crisis      | Crisi d'identità       | 11 agosto 2011    | 28 aprile 2012  |
| 9  | Undefeated           | Imbattuto              | 18 agosto 2011    | 5 maggio 2012   |
| 10 | The Shelf Life       | Una vita in scatola    | 25 agosto 2011    | 12 maggio 2012  |
| 11 | Rules of the Game    | Le regole del gioco    | 1º settembre 2011 | 19 maggio 2012  |
| 12 | Dog Fight            | Il duello              | 8 settembre 2011  | 26 maggio 2012  |

## Avvocato per caso/All'ultimo secondo
- Titolo originale: Pilot
- Diretto da: Kevin Bray
- Scritto da: Aaron Korsh

### Trama
Il cinico ed egocentrico avvocato Harvey Specter, uno dei migliori mediatori di New York, è appena stato promosso a socio senior presso lo studio legale per cui lavora, la Pearson Hardman. Il suo nuovo impiego prevede, però, che assuma sotto la sua supervisione un associato neolaureato da Harvard e, sebbene restio a lavorare in coppia, si trova quindi costretto a tenere dei colloqui di assunzione su ordine del socio fondatore Jessica Pearson. Mike Ross è invece un ragazzo orfano di entrambi i genitori, dotato di una prodigiosa memoria eidetica, che ha sempre sognato di diventare un avvocato. Il suo sogno si è infranto quando è stato espulso dal college per essere stato sorpreso a vendere un esame di matematica. Si guadagna quindi da vivere alla giornata, vendendo esami e facendo il fattorino mentre fuma erba. Per poter pagare il soggiorno in una casa di riposo dell'affezionata nonna, Mike accetta di consegnare una valigetta piena di droga per conto del suo amico Trevor Evans, ma le cose si complicano quando sul luogo dell'incontro arrivano anche due poliziotti in borghese. Mike, accortosi dell'inganno, cerca di scappare e finisce per caso ai colloqui che Harvey stava tenendo nello stesso hotel. Quando i due si incontrano, Mike ha modo di dimostrare tutta la sua intelligenza e le sue reali capacità, tanto da convincere Harvey ad assumerlo come associato, pur sapendo che non solo non ha una laurea, ma che non ha mai frequentato né Harvard né qualsiasi altra facoltà di legge. Inizia così la partnership tra Harvey e Mike e la loro lotta per tenere il segreto di quest'ultimo all'oscuro di tutti. L'unica a sapere la verità su Mike è Donna Paulsen, la formidabile e tuttofare assistente personale di Harvey, che per proteggere il suo capo non ne fa parola con nessuno. Mike deve fare particolare attenzione a non farsi scoprire dal responsabile degli associati Louis Litt, socio junior eccentrico e paranoico, che è sempre in competizione e rivalità con Harvey e che non perde occasione per mettere alla prova Mike. Neanche la bella assistente legale Rachel Zane, con cui Mike ha una sorta di amicizia/attrazione fin dall'inizio, può sapere la verità. Intanto Mike deve risolvere la sua prima causa, un pro-bono su molestie sessuali che Jessica aveva affidato ad Harvey minacciandolo di occuparsene personalmente, ma che lui, profondamente disgustato dalle cause pro-bono, ha passato al suo nuovo associato. Con l'aiuto di Harvey, Mike riesce a concludere il caso, ma per lui i problemi sono appena iniziati. Il suo amico Trevor, infatti, rivuole la sua valigetta di erba che è ancora in possesso di Mike. Quest'ultimo decide quindi di portarla al lavoro e di nasconderla in un cassetto della scrivania. Harvey però lo scopre e si arrabbia con il ragazzo, accusandolo di non prendere sul serio il suo nuovo lavoro e di non avere il coraggio di impegnarsi seriamente nella vita. Mike, scosso dalle parole del suo supervisore, si sbarazza della valigetta e si prepara a diventare uno dei migliori avvocati di New York.

## Errori ed omissioni
- Titolo originale: Errors and Omissions
- Diretto da: John Stuart Scott
- Scritto da: Sean Jablonski

### Trama
Durante un caso per la vendita di un prototipo di cellulare che vale 20 milioni, Harvey viene ingiustamente maltrattato da un giudice che lo accusa di essere andato a letto con sua moglie Lauren. In realtà, Harvey non ha fatto niente del genere, ma è stata Lauren a modificare la verità per attirare l'attenzione del marito. Harvey riesce infine a concludere il contratto e a chiarire con il giudice, che intanto ha chiesto il divorzio da sua moglie. Nel frattempo, Louis deve convincere Tom Keller, fondatore del fantafootball online, ad assumerlo come avvocato e obbliga Mike ad andare al circolo del tennis con lui per aiutarlo nell'impresa. Dopo diversi tentativi, durante i quali Keller non degna Louis neanche di uno sguardo, l'avvocato costringe Mike a fumare erba con il cliente per convincerlo a farsi rappresentare da loro, ricattando il giovane associato con l'esito positivo del suo test anti-droga. Quando però Mike si presenta in ufficio strafatto, Harvey se ne accorge subito e lo caccia via arrabbiato senza dargli la possibilità di spiegarsi. Dopo essersi fatto consigliare da Rachel, Mike decide di tornare ad affrontare il suo capo e rivela l'inganno che Louis gli ha tirato. Harvey però non vuole sentire ragione, dicendo che se Louis fa una cosa del genere, Mike deve prima andare da lui. Infine, i due riescono a riappacificarsi quando Harvey mostra a Mike il vero esito del suo test, che in realtà ha passato ma che Louis ha falsificato. Mike si reca quindi da Louis per affrontarlo, rivelandogli che il cliente ha deciso di assumere la Pearson Hardman ma che non vuole farsi rappresentare da Louis, bensì da Mike e Harvey. Jessica si dichiara colpita da Mike per aver portato un nuovo cliente sebbene la sua giovane età, e gli dice che le ricorda Harvey.

## Corsia interna
- Titolo originale: Inside Track
- Diretto da: Kevin Bray
- Scritto da: Aaron Korsh

### Trama
Harvey e Mike cercano un espediente per estromettere l'amministratore delegato di una società, tentando contemporaneamente di convincere uno dei dipendenti a prendere il suo posto. Jessica frappone Louis ad Harvey per essere sicura di non perdere il cliente ma Harvey con l'aiuto di Mike rimette le cose a posto estromettendo il nuovo amministratore e preservando l'azienda al cui fondatore, defunto da poco, è sempre stato legato. Nel frattempo, Mike deve organizzare una cena per gli associati dello studio e chiede l'aiuto di Rachel che in un primo momento si defila ma poi viste le difficoltà del giovane associato lo aiuta. Jenny rimprovera Mike di aver abbandonato Trevor che nel frattempo le ha mentito sul suo effettivo lavoro. Mike se ne accorge e decide di chiudere il suo rapporto con Trevor. Harvey diventa nazista e bacia in bocca Jessica.

## Loschi piccoli segreti
- Titolo originale: Dirty Little Secrets
- Diretto da: Dennie Gordon
- Scritto da: Jon Cowan

### Trama
Louis organizza una disputa tra gli associati con domande che riguardano l'Università di Harvard. Mike, nonostante qualche incertezza, ha la meglio sul suo collega e come premio gli viene affidato un caso di sfratto pro bono. Desideroso di dimostrare le sue capacità, Mike si presenta per la sua prima volta in tribunale dove viene travolto dalla difesa affidata a Vivien Tanaka, un'avvocatessa che lavora soprattutto nel campo immobiliare. Quella che da tutti è stata indicata come una causa semplice si dimostra nella realtà un confronto difficile da vincere per l'esperienza della controparte. Jessica nel frattempo ha chiesto ad Harvey di difendere il suo ex marito, Quentin, un imprenditore del ramo farmaceutico impegnato nella ricerca di un rimedio alla sclerosi laterale amiotrofica di cui è affetto. Jessica, nonostante le promesse iniziali, non riesce a rimanere distaccata dalla vicenda, intervenendo più volte nella gestione del caso che Harvey non voleva assumere. Alla fine, grazie al contributo di un video girato da Quentin, Harvey ha la meglio consentendo il prosieguo della ricerca. Mike ribalta la situazione con l'aiuto di Rachel e acquisisce 15 nuovi clienti dal pro bono che Louis gli aveva affidato per metterlo in difficoltà; chiede a Rachel di uscire con lui ma l'assistente, imbarazzata, gli risponde che non ha intenzione di uscire con un collega dello studio.

## Libertà su cauzione
- Titolo originale: Bail Out
- Diretto da: Kate Woods
- Scritto da: Ethan Drogin

### Trama
Trevor, vecchio amico di Mike, chiede il suo aiuto. Anche contro il parere di Harvey, Mike cerca di aiutarlo. Harvey invece si trova a difendere il suo fidato autista in una causa civile.

## I trucchi del mestiere
- Titolo originale: Tricks of the Trade
- Diretto da: Terry McDonough
- Scritto da: Rick Muirragui

### Trama
Mike sollecita Rachel consigliandole di rifare l'esame LSAT che le consentirebbe di diventare in futuro un'associata dello studio legale, proponendosi di aiutarla, mentre lui e Harvey devono difendere una donna che è stata accusata di insider trading.

## Concentrati sull'uomo
- Titolo originale: Play The Man
- Diretto da: Tim Matheson
- Scritto da: Erica Lipez

### Trama
Un nuovo caso per Harvey e l'incontro inaspettato con Dana "Scottie" Scott. I due trascorrono ore insieme prima di affrontarsi per una causa. Mike invece deve affrontare Kyle, un altro giovane assistente, in una simulazione di un processo. Pur avendo buone carte da giocare, Mike si dimostra non abbastanza determinato e perde la causa. Ciò provoca molta delusione e rabbia in Harvey.

## Crisi d'identità
- Titolo originale: Identity Crisis
- Diretto da: Norberto Barba
- Scritto da: Ethan Drogin

### Trama
Harvey deve lavorare ad un caso con Louis, ma i rapporti tra i due non sono dei migliori. La vicenda si complica quando il loro possibile testimone muore improvvisamente. Nel frattempo, Mike indaga su un caso e scopre presto che ha un'importante decisione da prendere. Mike e Louis iniziano a baciarsi morbosamente.

## Imbattuto
- Titolo originale: Undefeated
- Diretto da: Félix Alcalá
- Scritto da: Rick Muirragui

### Trama
Harvey è sfidato da un avvocato di Boston specializzato in class action. Mentre tutti gli associati vengono riuniti si scopre che c'è stata una fuga di notizie in cui un elenco riservato di testimoni è stato passato ad uno studio concorrente e viene esortato a farsi avanti il colpevole. Gli associati si accusano a vicenda e Rachel viene incastrata dal vero colpevole. Mike dovrà lottare per difenderla.

## Una vita in scatola
- Titolo originale: The Shelf Life
- Diretto da: Jennifer Getzinger
- Scritto da: Sean Jablonski

### Trama
Ad una festa di beneficenza Jessica chiede ad Harvey, per conto di un'amica, di licenziare un contabile dello studio, che si è scoperto non aver conseguito nessuna laurea, questo fa riflettere Mike facendogli pensare che ciò possa accadere anche a lui. Intanto Mike, che sta collaborando con Harvey alla risoluzione del caso, chiede aiuto a Rachel che lo bacia; i due non si accorgono dell'arrivo di Louis, il quale assiste alla scena.

## Le regole del gioco
- Titolo originale: Rules of the Game
- Diretto da: Michael Smith
- Scritto da: Jon Cowan

### Trama
L'ex mentore di Harvey si trasforma in un suo protetto quando è nel suo ufficio sotto inchiesta. Mike e Louis tentano di risolvere i problemi di un magnate nel bel mezzo di scontri famigliari. Intanto i sospetti di Jenny nei confronti di Mike, la inducono a pensare che nasconda qualcosa.

## Il duello
- Titolo originale: Dog Fight
- Diretto da: Kevin Bray
- Scritto da: Aaron Korsh

### Trama
Una volta scoperto che il suo ex mentore aveva occultato delle prove in un processo per omicidio chiuso 12 anni prima facendo incolpare ingiustamente un uomo, Harvey decide di riaprire il caso per scagionare un innocente, ma i primi problemi insorgono quando si trova davanti un muro creato dal procuratore distrettuale, che sembra più focalizzato alla conservazione del sistema giudiziario che alla ricerca della giustizia. Trevor torna da Mike che intanto ha instaurato una relazione con l'ex fidanzata dell'amico e questo creerà non pochi problemi. Mike vuole dirglielo ma il più tardi possibile e intanto si avvale di lui per aiutare Harvey che, in ogni caso, aveva un debito proprio con Trevor. In modo casuale però Trevor scopre la relazione tenuta nascosta e, parlando con Jessica, mette in pericolo il segreto di Mike.